# سارة الجروان
سارة الجروان ( مواليد 1969 - ) روائية وكاتبة قصة قصيرة وكاتبة مسرحية إماراتية .    ولدت في عجمان ، وانضمت إلى القوات المسلحة الإماراتية كجندية قبل حرب الخليج عام 1991 . وكانت هذه التجربة أساس من كتاب ( يوميات مجندة إبان حرب الخليج ).
وتعتبر أول امرأة إماراتية تنشر رواية ( شجن بنت القدر الحزين ، نشرت عام 1992). ومنذ ذلك الحين ، كتبت ثلاث روايات أخرى ومجموعة قصص قصيرة وكتاب حكايات شعبية إماراتية. حازت على العديد من الجوائز منها جائزة أفضل كتاب إماراتي عام 2003 وجائزة العويس لأفضل رواية عام 2012.
شاركت عام 2012 في الجائزة العالمية للرواية العربية (ندوى) . ظهرت أعمالها مترجمة في مجلة بانيبال.

## عن الكاتبة
كان كتاب "ألف ليلة وليلة" محطة سارة الأولى في عالم القراءة والحكاية وأثر في أسلوبها الكتابي ولعله الذي شكل وجدانها السردي لتبدع في مجال الرواية والقصة والكتابة الإبداعية، وكانت دائمًا ما تعود إليه، وقد قالت عنه "أول كتاب قرأته، وكنت لم أزل في العاشرة من عمري، شعرت حينها بأنني تعلمت من خلاله كيفية القراءة، كان عبارة عن أربعة مجلدات ثقيلة تجعلني أعاني حمله بين يدي الواهنتين الصغيرتين، فأضطر إلى وضعه فوق سريري، وأنكب على قراءته بمتعة كبيرة تجعلني أحلق بعيداً إلى أبعد من خيالي الشغوف للتبحر في كافة أنواع المعرفة".
بالإضافة إلى ذلك الكتاب، كان لكتب أخرى أثر واضح في تكوينها الوجداني والثقافي، منها كتاب "الأيام" لـطه حسين والذي أعجبت به بشدة وتعلمت منه نبذ الانهزامية. ومنها أيضًا رواية "نادية" لـيوسف السباعي إذ وصفتها بكونها أكثر الروايات الحالمة التي اطلعت عليها في سن الخامسة عشر وأُعجبت بها.
كانت أولى رواياتها "شجب بنت القدر الحزين" الذي صدر عام 1992 والتي اعتُبرت باكورة الرواية النسوية في الإمارات ووجدت صدى كبيرًا.
بعدها التحقت سارة بالقوات المسلحة الإماراتية متطوعةً في البداية وأثرت هذه المرحلة في مسيرتها كثيرًا وجعلتها أكثر عزمًا وكتبت كتاب "يوميات مجندة" والذي كان عبارة عن يوميات أسبوعية كانت تكتبها في مجلة "زهرة الخليج" بأسلوب أدبي في حب بلدها. ويظهر من المؤلفات اللاحقة (مثل رواية "عذراء وولي وساحر") أن الكاتبة استطاعت تطوير أدواتها الكتابية بشكل كبير مما يؤكد الإمكانيات الكبيرة لدى الكاتبة واستفادتها من التجارب والمنعطفات التي مرت بها.
أما مؤلفها الشهير "طروس إلى مولاي السلطان"، والذي تتحدث فيه عن تاريخ وبناء الإمارات، فقد شكل منعطفًا كبيرًا في تجربتها الأدبية وأثار الجدل في أوساط القراء والنقاد.
وفي كتاب "بنت نارنج الترنج" أظهرت الكاتبة مقدرتها في الحكي خاصة في التراث واستدعاء الأساطير، ففي الكتاب جمعت سارة 12 حكاية شعبية فلكلورية إماراتية جمعتها شفاهة من فم الرواة ووظفتها بطريقة جذابة، وهي تقول عنه "حرصت من خلال هذا العمل على جمع وتوثيق العديد من الحكايات الموروثة، والمعروفة في المجتمعات العربية وسواها من مختلف الأجناس والشعوب، لا سيما من المدونات الشعبية، فعمدت إلى تدوين الكتاب في قولبة جديدة، تتمثل في هدفين رئيسيين: أولهما أن يصل لأكبر شريحة من القراء، وثانيهما أن يكون الغرض من طرحه ليس كمياً، بل موضوعياً، يبحث في أصل الحكاية، وليس في كثرة الحكايا المطروحة".
لم تقتصر مجالات سارة على الجانب السردي، فقد اتجهت أيضًا نحو كتابة السيناريو لمسلسلات وأفلام عديدة، وهي تتحدث عن ذلك فتقول "شعرت بأنه قد يكون نوعاً من التحدي لكتابة نص جديد لم أطرقه قبلاً، ونظراً للكم الهائل من تلك الأعمال الدرامية الهابطة التي تفشت مؤخراً، فقد أخذتني الحمية لولوج هذه التجربة والمحاولة لأجل كتابة نص يوحي بتلك الحميمية التي تعالج قضايانا بشفافية وتحترم مجتمعاتنا، وتطرح رؤية بناءة خلاقة تخدم الأسرة الخليجية العربية المسلمة".

## نظرة على مؤلفاتها

### سيرة النبي الأمين وبيعة أمير المؤمنين
قدمت سارة في هذين الكتابين سردية تاريخية شاملة تتناول سيرة النبي محمد، وحياة ابن عمه علي بن أبي طالب، وذلك في جزئين عنوان الأول منهما «سيرة النبي الأمين»، وعنوان الثاني «بيعة أمير المؤمنين علي بن أبي طالب»، صدر العمل عن دار "الآن ناشرون وموزعون" في 800 صفحة لكلا الجزئين، واعتمدت الكاتبة أسلوب السرد الروائي مع استخدام اللغة الأدبية القادرة على حمل رسالة العمل وإيصالها إلى القارئ.
وبالرغم من اعتماد الكاتبة الأسلوب الادبي، استطاعت أن تحافظ على الدقة التاريخية، فلم تخرج عمّا نقلته كتب التراث الموثوقة في تقديمها للأحداث. تناول الجزء الأول «سيرة النبي الأمين» حياة النبي منذ بعثته، بدءا من تفاصيل بيته وحياته مع خديجة أم المؤمنين وابنته الزهراء ثم حادثة الإسراء والمعراج وهجرته وغزواته وسائر صراعاته مع الكفار والمنافقين واليهود، وصولا إلى وفاته.
أما الجزء الثاني فقد تناول حياة الإمام علي أبي طالب، والفتنة الكبرى التي عصفت بالمسلمين في عهد الخليفة عثمان بن عفان، ثم بيعته، وصراعه في معركة الجمل ومعركة صفّين، وظهور فرقة الخوارج، وصولا إلى وفاته.
وقد جعلت الكاتبة عملها هذا وقفا لله تعالى، وأوصت بأن يذهب أي ريع ناجم عنه إلى جهاتٍ خيريّةٍ ودينيّة، تخدمُ الإسلام والمسلمين.

## الروايات
- شجن بنت القدر الحزين ، الشارقة ، 1992 (رواية).
- أيقونة الحلم ، دار الشروق ، عمان 2003 (قصص قصيرة ، - جائزة أفضل كتاب إماراتي).
- رسائل إلى السلطان ، دار الشروق ، عمان 2003 (رواية).
- طروس إلى مولاي السلطان ، الكتاب الأول ، دار الآداب ، بيروت ، 2009 (رواية).
- ( عذراء وولي وساحر ) ، الدار العربية للعلوم ناشرون ، بيروت ، 2011 (رواية ، حائزة على جائزة العويس)
- سيرة النبي الأمين.
- بيعة أمير المؤمنين علي بن أبي طالب.[6]

## روابط خارجية
- سيرة سارة الجروان في مهرجان الأدب العالمي ببرلين